# Leberkäse

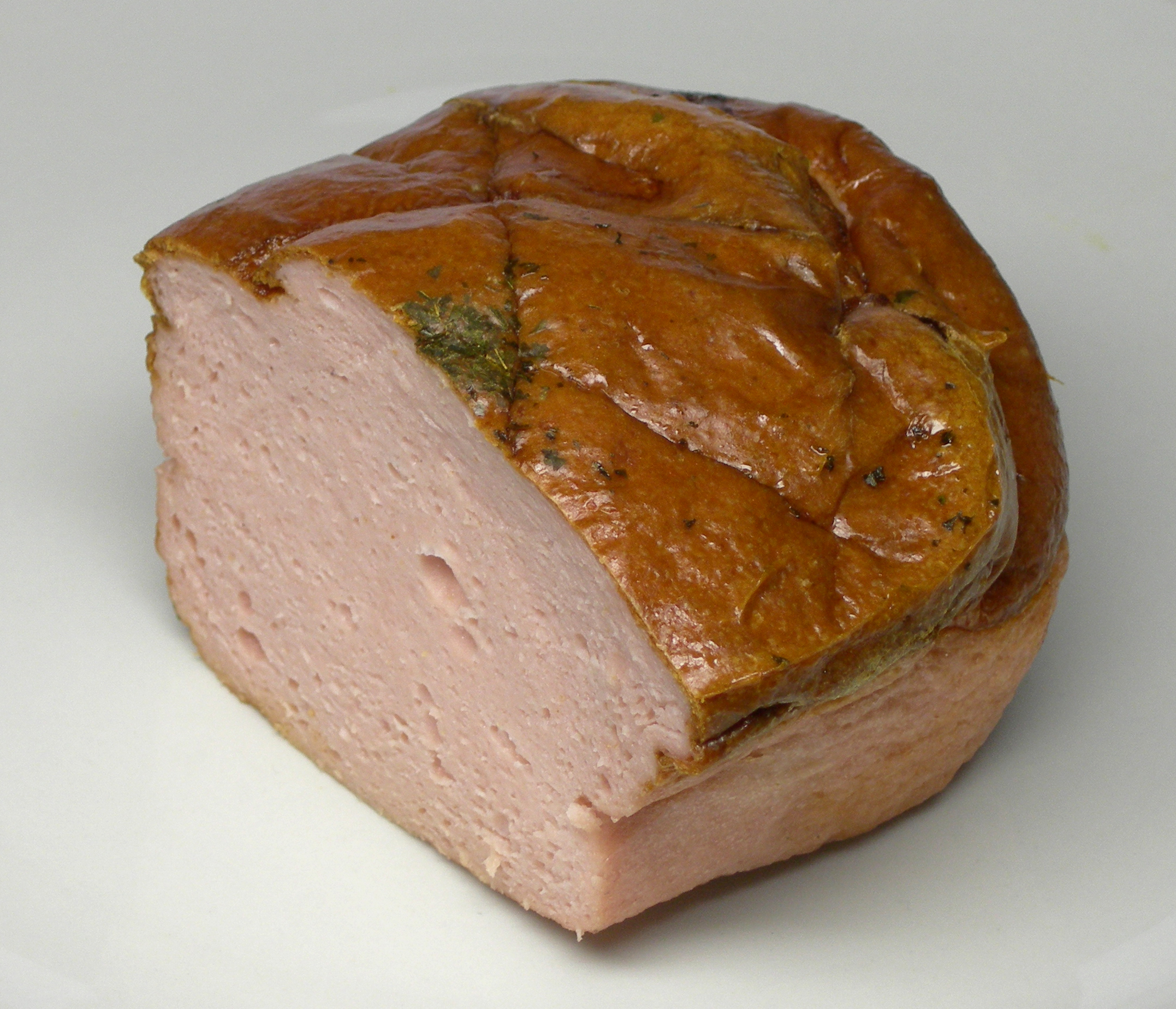
Leberkäse.

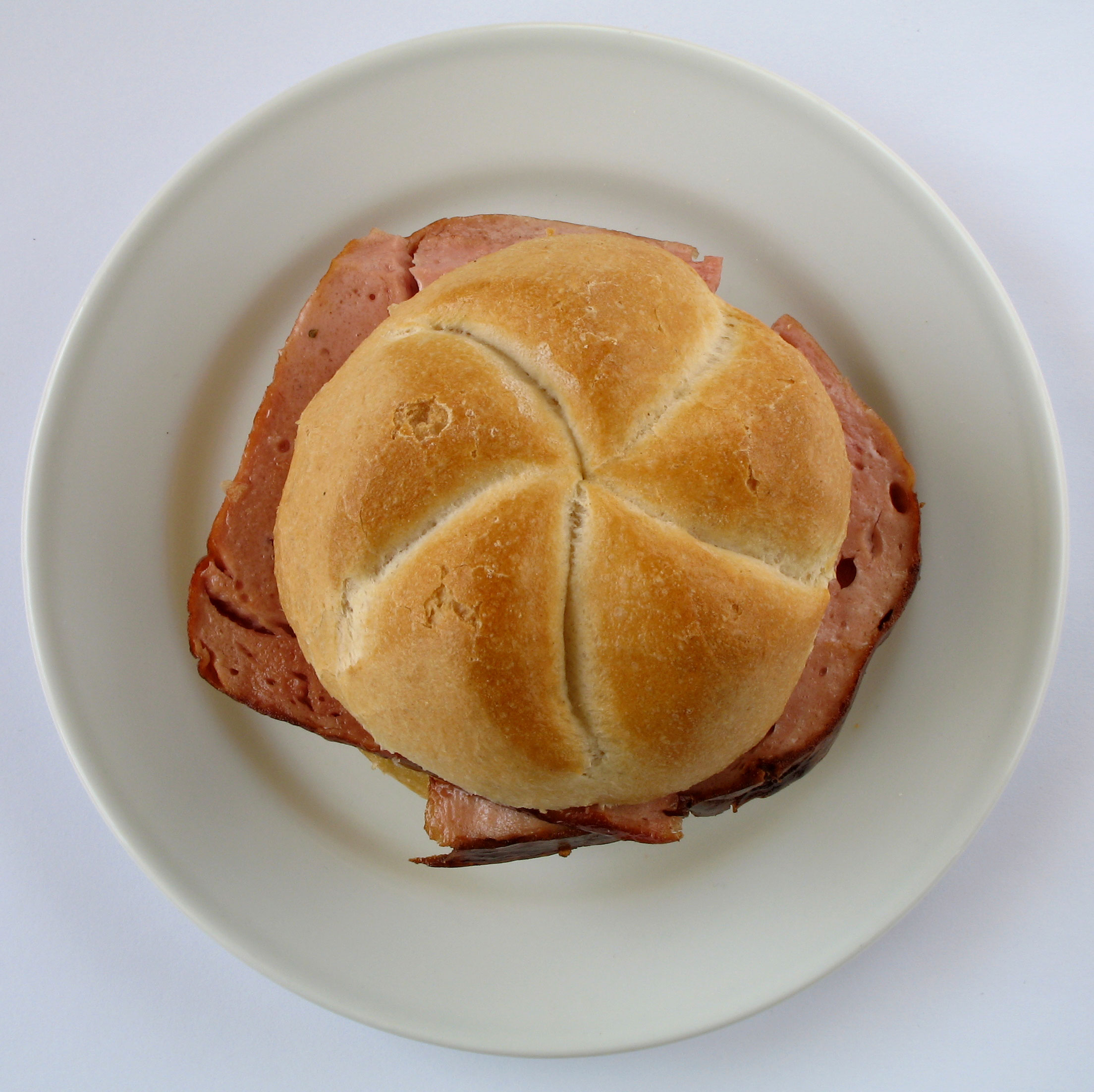
Panecillo de Leberkäse (Leberkassemmel).

El Leberkäse (se puede encontrar con las terminaciones -käs o -kas, también Fleischkäse o Fleischlaib), es una especialidad de embutido típica de Austria, Baviera y Suiza, apreciada en la cocina alemana. Recuerda por su textura a una pasta de carne (foie) y pertenece a la categoría de los embutidos alemanes bajo la denominación de Brühwurst. El príncipe Karl Theodor de Baviera llevó en 1776 a los mejores carniceros de Mannheim hacia Múnich para que elaboraran el primer Leberkäse. Hoy en día se puede comer el Leberkäse en casi toda Alemania, Austria y parte de Suiza.

## Elaboración y variantes
Los ingredientes del Leberkäse de Baviera (Bayerischen Leberkäse) se ponen en salazón y son: carne de ternera, carne de cerdo, tocino sin la costra, agua, cebollas, Sal y orégano, todo ello se pica y se forma una pasta fina. El picadillo así obtenido se vierte en un recipiente alargado para que sea introducido en un horno hasta que se forme una costra marrón por fuera. Fuera de Baviera las leyes de alimentación alemanas exigen que el Leberkäse contenga hígado, tal y como su nombre indica (Leber significa hígado).
Las variantes denominadas Kalbskäse o Weißer Leberkäse se elaboran no solamente de carne de ternera sino que se le añaden otros ingredientes. En éste la carne no ha sido sometida a una salazón y por esta razón la pasta no tiene el color rosa característico, el Kalbskäse tiene un sabor y un aroma algo diferente al Leberkäse debido no solamente al contenido cárnico sino a las especias (con jengibre, cardamomo, macis, limón).
Otras variantes se denominan Pferdeleberkäse, un leberkäse elaborado con carne de caballo además de un contenido alto de especias, Tessiner Leberkäse (con pimiento), Pizzaleberkäse y Käseleberkäse. Generalmente se trata de variaciones regionales; por ejemplo el Käseleberkäse es típico del este de Austria.

## Costumbre
Es tradicional que los carniceros alemanes hagan Leberkäse dos veces al día, por la mañana y por la tarde, y se toma directamente (aún caliente) con un panecillo (Semmel) o un Brezel ofrecido como Imbiss (tentempié). Se puede tomar frío como si fuera una salchicha acompañado de pan, pepinillos en vinagre y mostaza dulce o medio-picante, se puede freír en una sartén, entonces de le llama "abgebräunt", se sirve con huevos fritos y Kartoffelsalat (ensalada de patata). En algunos casos se sirven empanados y se prepara como el Cordon bleu.